# Зорица Кубуровић
Зорица Кубуровић (Београд, 23. август 1951) српски је писац и лекар ургентне медицине.

## Биографија
Рођена је 23. августа 1951. године у Београду. Отац Зорице Кубуровић био је капетан брода тако да је она најраније детињство провела на лађи, где је проходала и проговорила. Завршила је Основну школу “Старина Новак” у Београду, Дванаесту београдску гимназију на Вождовцу и Медицински факултет у Београду. Специјализирала је ургентну медицину.
Заступљена је у већем броју антологија и објављивала је есеје и песме у многим теолошким и књижевним часописима. Од 1993. повремено држи школе писања бајки.
У Српском лекарском друштву основала је едицију лекара-писаца „И реч и лек“.
Удовица је, мајка троје деце. Живи у Београду.

## Књиге
- Лек од бресквиног лишћа (приче) 1987
- Вилењаци на Калемегдану (бајке са школом писања) 1993
- Школа за виле (роман-бајка) 1996
- Вилиндвор, божићна бајка (роман-бајка са школом писања) 1998
- Чаробно огледало (бајке) 2000
- Пут жене (есеј о жени у православљу) 2001
- И реч и лек (зборник лирских текстова по рецептури Хитне помоћи Београда) 2002
- Нежни и дивљи (роман) 2003
- Очаравање (приче и песме) 2008
- Господарица Ана (роман) 2011
- Мали роман о светлости (роман) 2013
- Огледи о љубави и слободи (роман) 2016[2]

## Награде
- Мајска награда "Ђуро Салај" за поезију
- "Награда Андрићеве задужбине за поезију"[3]